# Закопане
Закопане (пољ. Zakopane, слч. Zakopané) је град у Пољској у Војводству Малопољском, у Повјату татранском. По подацима из 2012. године број становника у месту је био 27 837. Налази се у јужној Пољској у подножју планина Високе Татре. Ово зимовалиште је незванична „зимска престоница“ Пољске. Крај око Закопана се зове Подхале.
Закопане се први пут помиње у 17. веку као село. Године 1824. продато је породици Хомола. У 19. веку Закопане је било највећи центар металургије у Галицији. До краја 19. века развило се у климатско лечилиште са око 3000 становника. Железничка пруга до Закопана је почела са радом 1. октобра 1899.

## Становништво
Према прелиминарним подацима са пописа, у граду је 2011. живело 27.857 становника.
| 2002.  | 2011.  | 2012.  |
| ------ | ------ | ------ |
| 28.203 | 27.857 | 27.837 |

## Партнерски градови
- Зиген
- Сен Дије де Вогез
- Попрад